# ローベルト・ヴァルザー

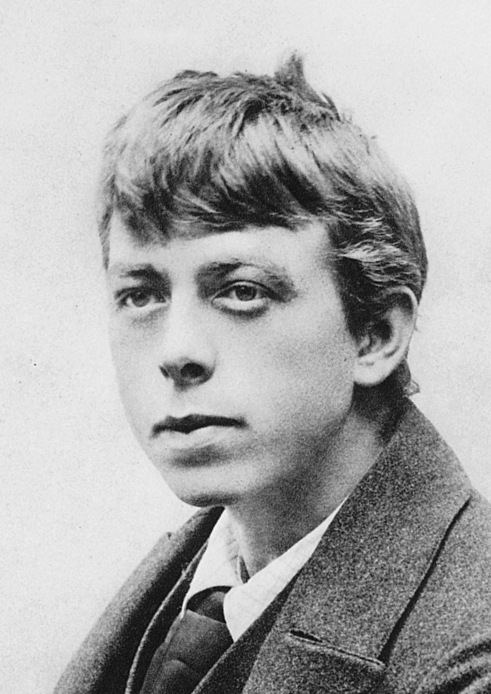
ローベルト・ヴァルザー

ローベルト・ヴァルザー（Robert Walser、1878年４月15日スイス・ベルン州ビール生まれ、1956年12月25日アペンツェル＝アウサーローデン州ヘリザウ近郊にて没）は、スイスのドイツ語作家。

## 生涯

### 1878-1897年
ローベルト・オットー・ヴァルザー (Robert Otto Walser)は、文具と額縁を扱う製本業者・工房所有者アドルフ・ヴァルザー(Adolf Walser, 1833-1914)と妻エリーザベト・ヴァルザー(Elisabeth Walser, 1939-1894)の6男として生まれた（兄弟姉妹8人のうち下から2番目）。 兄カール・ヴァルザー(Karl Walser)は舞台美術家・画家。ベルン州の独仏二言語境界の街ビール(Biel)で育ち、ビール市内の初等・中等学校に通ったが、学費の支払いができなくなり、中退せざるをえなかった。ヴァルザーは早期から演劇に興味をもち、とくにシラー(Friedrich Schiller)の『群盗(Die Räuber)』に熱狂していた。兄カール・ヴァルザーは『群盗』のカール・モールの扮装をした少年ローベルトを水彩画で描いている。
母エリーザベトは「情性疾患」（一種の精神疾患に対する当時の名称）と診断され、長年にわたり長女リーザが面倒を見ていたが、その母が1894年に亡くなった。スイスの独文学者ペーター・フォン・マット(Peter von Matt)によれば、母親に対するヴァルザーの共生関係は彼の創作にとって本質的であるという。 ヴァルザーは1892年から1895年までベルン州立銀行ビール支店で見習い勤務、続いて短期間バーゼル(Basel)で働いたのち、1895年、兄カールがいるドイツ南西部シュトゥットガルト(Stuttgart)に移り住み、ここでドイツ出版社協会 (Union Deutsche Verlagsgesellschaft) の広告部で文書係として勤務した。 そのかたわら役者になろうと試み、宮廷劇場でオーディションを受けたが、不首尾におわった。ヴァルザーはそこから徒歩でスイスに戻り、1896年9月末にはチューリヒ到着を届け出ている。その後数年間、事務員やタイピストとして雇用されたが、不規則であり、また頻繁に職場を替えた。ヴァルザーはその後、雇われの事務員という存在を初めて文学テーマに取り入れたドイツ語作家のひとりとなった。

### 1898-1912年
1898年、文芸批評家でありベルン日刊新聞『ブント紙(Der Bund)』の文芸欄編集者J. V.ヴィートマン(Joseph Victor Widmann)が、新聞日曜版にヴァルザーの詩6篇を掲載した。これに注目したフランツ・ブライ(Franz Blei) は1899年、文芸誌『インゼル (Die Insel)』周辺のユーゲントシュティール(Jugendstil)のグループにヴァルザーを引き入れ、ここでヴァルザーはヴェーデキント(Frank Wedekind)、ダウテンダイ(Max Dauthendey)、ビーアバウム(Otto Julius Bierbaum)等と知り合った。『インゼル』にはその後もヴァルザーの詩や小劇、散文小品が掲載された。
ヴァルザーは1905年まで主にチューリヒに居を定め、市内でたびたび転居したが、その間もトゥーン(Thun)、ソロトゥルン(Solothurn)、ヴィンタートゥア(Winterthur)、ミュンヘン(München)といった街や姉リーザのいるビール湖畔の村トイフェレン(Täuffelen)で暮らした。1903年に初年兵学校を卒業し、夏からチューリヒ近郊ヴェーデンスヴィル(Wädenswil)の技術者・発明家カール・ドゥプラー(Carl Dubler)のもとで「助手」として雇われたが、このエピソードは小説『助手(Ger Gehülfe)』(1908)の素材となった。1904年、『フリッツ・コハーの作文集(Fritz Kochers Aufsätze) 』がインゼル社から刊行され、これが初めての出版本となった。
1905年初夏、ヴァルザーはベルリンで召使養成コースを修了し、同年秋にはオーバーシュレージエン(Oberschlesien)のダムブラウ城(Schloss Dambrau)で従僕として数ヶ月間雇用された。この「従属」というテーマはその後、彼の作品全体を貫くことになるが、とくに小説『ヤーコプ・フォン・グンテン(Jakob von Gunten)』(1909)においてはっきりと現れている。1906年始め、ヴァルザーは再びベルリンへ赴いた。当時ベルリンでは兄カールが画家・エッチング画家・舞台美術家として活躍しており、ヴァルザーに作家や編集者、舞台関係者の集まりへの門戸を開いた。ヴァルザーは時折ベルリン分離派の秘書として働いたこともあり、この時期に編集者ザムエル・フィッシャー(Samuel Fischer)やブルーノ・カッシーラー(Bruno Cassirer)、企業家ヴァルター・ラーテナウ(Walther Rathenau)、俳優アレクサンダー・モイッシ(Alexander Moissi)と知り合ったことはとくに重要である。
ヴァルザーはベルリン滞在中、6週間で小説『タンナー兄弟姉妹(Geschwister Tanner)』を書き上げ、1907年に出版した。2作目の小説『助手』の刊行は1908年、『ヤーコプ・フォン・グンテン』の刊行が翌年に続いた。これらは全てブルーノ・カッシーラー出版から刊行されたが、当時の編集顧問はクリスティアン・モルゲンシュテルン(Christian Morgenstern)であった。 この時期ヴァルザーは小説と平行して散文作品も執筆し、言葉遊びをしながら、そしてきわめて個人的に、貧しいのらくら者の視点から、たとえば「アッシンガー(Aschinger)」や「ゲビルクスハレン(Gebirgshallen)」といった大衆居酒屋の様子をスケッチした。彼の小説や散文作品は『シャウビューネ誌(Schaubühne)』、『新ルントシャウ誌(Neue Rundschau)』、『ツークンフト誌(Zukunft)』、『ラインランデ誌(Rheinlande)』、『新チューリヒ新聞(Neue Zürcher Zeitung)』、『新メルキュール誌(Die neue Merkur)』 といった新聞や文芸誌に掲載され、きわめて好意的に受け入れられた。ヴァルザーはベルリンで文学活動の基盤を固めたのである。 彼の散文はとくにローベルト・ムージル(Robert Musil)やクルト・トゥホルスキー(Kurt Tucholsky)に称賛され、ヘルマン・ヘッセ(Hermann Hesse)やフランツ・カフカ(Franz Kafka)といった作家たちに愛読された。

### 1913–1929年
1913年にヴァルザーはスイスへ帰国し、当初はビール近郊のベレレー（Bellelay）の精神病院で教師をしていた姉のリーザのもとに身を寄せた。そこでヴァルザーは洗濯女として働いていたフリーダ・メルメ（Frieda Mermet）と知り合い、以来、二人はその後続く手紙のやりとりに読み取ることのできるような親密な友人関係を結ぶこととなった。ヴァルザーはその後、ビール市内の父の家でしばらく暮らし、1913年7月には「青十字ホテル（Hotel Blaues Kreuz）」の屋根裏部屋に移り、1920年までそこで暮らした。父は1914年に他界している。
第一次世界大戦中、ヴァルザーは数度にわたって兵役義務を果たさなければならなかった。1916年末には、数年前より精神の病を患っていた次兄エルンスト（Ernst）がヴァルダウ（Waldau）の精神病院で死んだ。1919年には、ベルン大学の地理学教授となっていた長兄ヘルマン（Hermann）も自ら命を絶った。この時期、戦争のためにドイツとの関係も絶たれたヴァルザーは、孤独の中を生きていた。著作活動は熱心に行っていたが、執筆で食べていくことは非常に厳しい状況であった。
ビール時代、ヴァルザーは散文小品を多数執筆し、それらはドイツやスイスの新聞、雑誌に発表されるともに、『作文集（Aufsätze）』（1913年）、『物語集（Geschichten）』（1914年）、『小詩文集（Kleine Dichtungen）』（1915年、奥付は1914年）、『散文小品集（Prosastücke）』（1917年）、『小散文集（Kleine Prosa）』（1917年）、『詩人の生（Poetenleben）』（1917年、奥付は1918年）、『喜劇（Komödie）』（1919年）、『湖水地方（Seeland）』（1920年、奥付は1919年）などの書物に編まれて刊行された。 このうち『小詩文集』は1914年、「ラインラント詩人の顕彰のための女性協会（Frauenbund zur Ehrung rheinländischer Dichter）」による賞を受賞し、女性協会のために初版が出版された。1917年にはこの時期唯一の中編作品である『散歩（Spaziergang）』が書かれている。
ヴァルザーは終生、散歩を愛好したが、とりわけこの時期は、長い徒歩旅行を繰り返し行い、まさに強行軍と呼ぶべき夜間の徒歩旅行も何度か試みている。この時期の散文小品には、近くにありながらも異郷となった世界を「他者」として歩いてゆく歩行者の視点から語られる作品、また、作家や芸術家をめぐって戯れるように書かれた作品が見られる。1913年から1921年のビール在住期間には「古くかつ新しい環境への関心」 がみられ、形式的、主題的には自然観察と牧歌的テーマへの転調が認められる。
1921年初め、ヴァルザーはベルンへ転居し、数ヶ月をこの都市の公文書館の「臨時職員」として過ごした。今日では散逸してしまった長編小説『テオドール（Theodor）』が書かれたのはこの時期である。ベルンでは世間から引きこもった生活を送り、12年間に16の家具付き部屋を転々と移り住んだ。

### 1929-1956年
1929年初め、少し以前から不安と幻覚の症状に苦しんでいたヴァルザーは、精神の虚脱状態に陥ったのち、精神科医の助言と姉リーザの要請を受け、ベルン近郊のヴァルダウの精神病院に入院した。医師の記録には次のように書かれている。「患者は幻聴が聞こえることを認めている」。これを自ら進んでの入院と言うことはできないかもしれない。施設で数週間を過ごしたのち、状態が正常に復したヴァルザーは、引き続きテクストを著述、発表したが、執筆は中断をはさみ、全体量としても、先行する数年にははるかに及ばなかった。
その際、ヴァルザーは引き続き、みずからが「鉛筆書き書法」と名付けた執筆方法で書いていた。すなわち、彼は、ドイツ語筆記体の、末期には1ミリほどの大きさとなったミクログラムと呼ばれる微小文字で詩や散文のテクストを書き、執筆作業の第二段階においてそれを取捨選択、推敲しつつペンで清書した。とはいえ、この時代の草稿はさほど残されてはおらず、清書テクスト、出版テクストの方が多く残っている。1933年に自身の意に反して故郷の州にあるヘリザウの精神病院に移されてはじめて−自身もまた詩人であり浩瀚な作品を出版していた所長のオットー・ヒンリクセン博士（Dr. Otto Hinrichsen）によって「文学活動のための部屋が用意されたにもかかわらず」 −ヴァルザーは書くことをやめたのだが、そこにはおそらくナチ政権が権力を掌握したことでドイツの新聞や雑誌で発表するための基本的市場そのものが消えてしまったという事情も関係していただろう。他の入所者たちと同じように、ヴァルザーは紙袋作りや掃除の仕事に従事した。余暇の時間には好んで娯楽小説を読んでいた。
ヘリザウの精神病院には、1936年以降、ヴァルザーの崇拝者であり、後には後見人ともなるスイス人作家にして芸術支援者カール・ゼーリヒが訪れるようになり、この時期のヴァルザーとの会話について、後に著作『ヴァルザーとの散歩（Wanderungen mit Robert Walser）』で報告している。カール・ゼーリヒは早い時期から、新たに著作を刊行することで、忘れ去られようとしていたヴァルザーを再び著名にしようと力を尽くした。兄カールの死（1943年）と姉リーザの死（1944年）の後、ゼーリヒはヴァルザーの後見を引き受けた。偏屈になってはいたものの、とうに精神病の徴候がなくなっていたヴァルザーは、この時期には施設を離れることを繰り返し拒んだという。
ヴァルザーは長く孤独な散歩を好んだ。1956年のクリスマスの朝、ヴァルザーは雪原を散歩している途上、心臓発作で死に、ほどなくして発見された。雪中に倒れた散歩者の写真はほとんど不気味なほどに、最初の長編小説『タンナー兄弟姉妹』での詩人セバスチャンの死の姿を想起させる。

## 作品と受容

### 概要
ローベルト・ヴァルザーのテキストにおいて特徴的なのは戯れるような明朗さであるが、しかしそれはしばしば実存の強い不安に伴われている。とくに初期作品の多くは、一見素朴で戯れているような印象を与えるが、この単純さの装いの背後には、一方できわめて現代的で精確な日常の観察が隠されており、それは他方で、しばしば現実から離れて非常に技巧的で自己関係的な形式世界・言語世界へと向かう。それゆえにこそ、ようやく1960年代半ば以降になって完全刊行されたヴァルザーのテキストは、現在ではモデルネ文学の重要な作品とみなされている。彼のことばにおいては、スイス・ドイツ語の余韻が魅力的かつ新鮮な響きを生み出していると同時に、きわめて個人的な考察が「テクストについてのテクスト」--すなわち他の文学作品についての省察やそれらの変奏--と織り合わされている。その際、通俗文学と高尚文学の混合もしばしば見られる。

### 創作時期
ローベルト・ヴァルザーの作品の全容を把握することは難しい。それは彼の短い散文が多種多様な場所（様々な新聞・雑誌）で発表されたからであり、また現在に至るまで、まだなお未知のテキストが発見されて広がり成長し続けているからである- 2016年にもエーミール・ヴィートマー(Emil Wiedmer,文芸誌Die Ähreの編集者)宛のヴァルザーの手紙が、ソロトゥルンの中央図書館で見つかっている。 それゆえ、作品全体の統一性を特徴づけるために『ヴァルザー・ハンドブック(Robert Walser-Handbuch)』 で引用されたヴァルザー自身の言葉「種々様々に切り刻まれ切り離された「私という書物 (Ich-Buch)」(Sämtliche Werke, 20, S. 322) は、不相応とはいえないだろう。ヴァルザー作品の分類は非常に困難であるように思われるため、ヴァルザー研究においては、所在地に基づいた4つの創作時期に区分される。
1. 初期(1989-1905)：ユーゲントシュティールと耽美主義の影響
2. ベルリン時代（1905-1913）：3小説の出版
3. ビール時代（1913-1920）：郷土芸術とスイス的題材
4. ベルン時代（1921-1933）：散文・詩・小劇が次第に抽象化・秘教化。もっとも多作であった時期。

### 1898-1905年：開始
1898年以降、ベルンの日刊新聞の日曜版にヴァルザーの詩が発表され、1902年5月から1903年8月まで、後に本として刊行される「フリッツ・コハーの作文集」が掲載された。 日曜版の編集者J. V. ヴィートマンは紹介文で、ヴァルザーの雰囲気には「何か野生のままの純粋なもの、そして同時にきわめて繊細なものが表現」 されていると述べている。1899年以降、文芸誌『インゼル』もヴァルザーの詩や散文、初期の小劇を掲載した。
この時代に出版されたのは唯一、初めての作品『フリッツ・コハーの作文集』であり、1904年インゼル社から刊行された。出版社の都合であまり本は出版されなかったが、この初期にヴァルザーはきわめて生産的だった。この時期に書かれた合計80篇の詩が遺されており、さらに戯曲テキストや散文作品もある。ベルリン時代になって刊行された作品集には、初期の詩の多くも含まれている：『詩集(Gedichte) 』(1909, カール・ヴァルザーによる16のエッチングの挿絵付き)の40篇の詩の大部分は、1898年から1900年にかけて様々な新聞雑誌（『ブント紙(Der Bund)』日曜版、週刊誌『フライシュタット(Freistatt)』、文芸誌『オパール(Opale)』その他）で発表された。しかしそれらが本として刊行されたのは、ベルリン時代になってからのことだった。 『喜劇（Komödie）』(1919)に所収された諸作品も、創作時期は1900年頃に遡る。すでに1903年には戯曲の出版も計画されており、それはヴァルザーの出版社との手紙のやりとりの中で確認することができる。 『フリッツ・コハーの作文集』は元々は3巻本のうちの第1巻になり、第2、3巻として小劇と詩が出版されることになっていた。 1905年1月16日のインゼル出版宛の手紙でヴァルザーは次のように書いている：
「無理を申し上げるつもりはないのですが、第2巻（戯曲）の印刷を始めることをお考えかどうか、ここに丁重にお伺いいたします。第2巻にはさしあたり『少年たち』『詩人』『灰かぶり姫』が含まれることになるでしょう。これらはすべてインゼルで発表されております。フランツ・ブライは、まもなく『詩』が出版されることを望み、そうすればウィーンの 『ツァイト』 誌に、ある程度の長さの論説を書くつもりだということです。」
ヴァルザーの最初の本に対する論評は好意的であったにもかかわらず売れ行きは悪く、「1910年この本は値下げされたのち、まもなく投げ売りされた。」 かくして第2、3巻が刊行されることはなかった。
この生産的な初期には方言作品『池(Der Teich)』も成立したが、これは1966年にローベルト・メヒラー(Robert Mächler)の伝記で抜粋が印刷され、1972年、ヨッヘン・グレーフェン(Jochen Greven)編による全集の第12巻（1）で初めて全体が刊行されるに至った。『池』は方言で書かれた唯一のテキストであり、ベルンハルト・エヒテ(Bernhard Echte)によって創作時期は1902年と推定されている。
したがって、ヴァルザーの初登場には詩も散文テキストも含まれていたということができる。散文形式は– 生活費を稼ぐためのフェユトニストとして、また小説家としても- 創作期全体を通じてずっと維持されたが、詩の創作は3つの時期に限られている：初期(1898-1905)、ビール時代末期(1919-1920)、ベルン時代(1924-1931頃)。
事務室で

月が覗きこむ　ぼくらを、

月は見ている　雇い主の

厳しい視線にさらされて　やつれきった

哀れな事務員のぼくを。

困りはて　ぼくはぽりぽりうなじをひっかく。

陽の当たる人生が続く

そんなこと一度も味わったことがない。

欠乏こそがぼくの運命、

うなじをひっかくしかない

雇い主の視線にさらされて。

月は夜空に開いた傷口、

星々はすべて　滴る血のしずく。

花盛りの幸運から遠くはなれているけれど、

都合よくぼくは慎み深くできている。

月は夜空に開いた傷口。

(1897/98)
最後の詩節には、ロマン主義もしくは当時非常に好まれていた新ロマン主義にありがちなクリシェーが用いられ、それが第1詩節で描写された簡素な人生の日常と、いわば「不器用に」関連づけられている。初期の散文作品と同様に、ヴァルザーはここで時代遅れの硬直した文学形式を「下方からの」（下っ端事務員の）新しい視点と結びつけ、それを新しい生で満たすことに成功している。ヴァルザーの初期のテキストは−この点では批判も意見が一致しているが- 事務室という当時としてはまだ新しかったテーマを文学に取り入れた事務員文学(Angestelltenliteratur) の初期の例とみなされている。
『フリッツ・コハーの作文集』に所収されている散文テキストでも同様のふるまいが見られる。ヴァルザーはここで、何千人もの学校生徒たちが古典作家の例に倣って作文で書かなければならない使い古されたテーマを扱っているが、その際直接アイロニーやパロディを用いることはない。彼は与えられた形式に対するほとんど奴隷のごとき崇拝によって、そうしたテーマの裏をかくのだ。それが彼の完全に非アイロニカルな方法であり、きわめて凡庸なテーマを真面目に自分のこととして扱い、新鮮なものであるかのように扱おうとする方法である。「自然について書くのは、とくに二学年Aクラスの生徒にとっては難しい。人間についてなら、まあ何とかなる。人にはそれぞれ確固とした特徴がある。でも自然はとてもぼんやりとして曖昧で、とても繊細で、捉えがたく限りない。それでも僕はやってみようと思う。困難と格闘するのが僕は大好きだ。それは血管の中の血液を駆り立て、感覚を刺激する。不可能なことは何もない、とどこかで聞いたことがある。」(『自然』1902) ここではヴァルザーの全作品を貫く特徴がすでに際立っている。慎ましさやへりくだり。しかしそれはあまりにも頑固なため、自分は服従しているといいつつ、服従する相手をそれだけいっそう弱らせ崩壊させるのだ。

### 1905-1913年
ベルリン時代は生産的に始まる。1906-1909年に小説『タンナー兄弟姉妹』『助手』『ヤーコプ・フォン・グンテン』が完成した。クリスティアン・モルゲンシュテルンが最初の小説『タンナー兄弟姉妹』を読んで感激し、平行して読んでいたドストエフスキーの『カラマーゾフの兄弟』と比較したのち、ヴァルザーの3小説はすべてブルーノ・カッシーラー出版から刊行された。 3小説の出版と並行してヴァルザーは数多くの散文作品も新聞・雑誌で発表し、これらの散文作品は、すでにビールに移り住んでいた1913/14年になって、著作集として刊行することができた（次章参照）。
ベルリン時代に特徴的なのは「モデルネの詩学」であり、それは「間テクスト的連関および作品内連関によって、また同時代のディスクルスとの対峙の中で」 成立し、大都市の反復するモチーフの中に実現されている。「ベルリンはモデルネの都として、ヴァルザーの文学的風景のトポスになる。」 ヴァルザーは兄カールによってベルリンの芸術・文学界へと導かれ、ベルリン分離派に出入りし、ヴァルター・ラーテナウ(Walther Rathenau) やパウル・カッシーラー(Paul Cassirer)、エフライム・フリッシュ(Efraim Frisch) などの影響力ある人物に出会った。しかしながら、こうした華やかな富裕層の社交グループは彼の創作の一部とはならなかった。彼の作品には、「上昇する市民階級の同一化要求」 に添うようなものは何も含まれておらず、彼はむしろヴィルヘルム時代のベルリンの生を下方から、小市民的のらくら者の視点で描いた。しかしそうすることで彼は、社会的・文学的に自らをますます脇へと追いやった。影響力の強い社会に彼が精妙に背を向けていることはテキストに反映され、年々いっそう強く強調される。『アッシンガー(Aschinger)』において彼は次のように書いている：
「口をいっぱいにしていると、同時にその人の目は、ちょうど扉を押して入ってくる者を見つめる。人々は笑うことすらせず、わたしも笑わない。ベルリンに来て以来、わたしは人間らしさを滑稽だと思うことをやめた。」（ローベルト・ヴァルザー「アッシンガー」）
「憂慮すべきこと」では次のとおり：
「彼らは了見の狭い確信をもって、自分は他の人たちよりも価値があるものと誤解している。まったくもって素朴に、彼らは自らを教養人だと称し、鼻を得意げに上に向ける。哀れな人たち。高慢がどれほど無教養で未熟であるか、自分をきちんと判断する能力のなさに支配された者がいかに酷い教育を受けてきたか、彼らに理解できればよいのだが。」（ローベルト・ヴァルザー「憂慮すべきこと」）
この「リアリズム」は小説『助手』にもっとも明確に現れているが、しかし『ヤーコプ・フォン・グンテン』に先立つ他のテキストでは、このリアリズム世界は、ロマンチックにもメルヒェンチックにもなることなく、理解不可能な怪物へと変貌し、それは日常の凡庸な細部を伴いつつも、それゆえにこそさらに大きな、全く見通すことのできない謎を投げかける。フランツ・カフカの初期のテキストも似たような機能を持っているが、そのカフカがとくにこの時代のヴァルザーの仕事を称賛したのも、不思議ではない。
批判的なテキストと並んで、大都市、映画館、劇場、そしてまた遊歩、自然観察や日常観察もベルリン時代のテーマであった。

### 1913-1921年
1913年、ヴァルザーは徒歩でスイスへ向かった。スイスへの帰郷は社会そして文学界から私的な領域への退却だった。外界との継続的な接触は、この時期、ほとんど確認されていない。書くためのインスピレーションをヴァルザーが見出したのは、自然の中をゆく長時間の散歩だった。住む場所を変えたことは、実際、作品内容の変化、文章スタイルの変容にも反映されている。すなわち、大都市をめぐる主題からの決別、牧歌への接近である。しかし、そこで描かれる牧歌的世界は絶えずほころびを見せ、時代を支配している危機の刻印を受けている。
帰郷して最初の数年、故郷におけるよそ者、かつ、慣れ親しんだ者として、ヴァルザーは語り手に– 性急で扇情的な世界都市ベルリンに比しての − 小都市の安らかさと「重要性のなさ」を発見させた。散文作品「夕刻の散歩」でヴァルザーは書いている。
「大地は奇妙なまでに暗く、家々は明るく静かに立ち並び、感じの良い、緑の鎧戸があの喜ばしげな、愛らしい、勝手知ったる響きを立てていた。そこここに数人かたまって、真面目そうな、日曜日らしい出で立ちの人たちがいた。男たち、女たち、それに子どもたち。子どもたちは柔らかな湿った道の上で春の遊びをしていた [・・・] わたしは念を入れ慎重に歩を進め、何度も足を止めては振り返った、まるであれやこれやの美しいものが自分から失われてしまうかのように。」
牧歌との断絶は、喪失の可能性によって、すでに暗示されている。1914年の開戦によって、この安らぎの脆さはますます明らかになっていった。テクストにはむしろアイロニーが含まれており、さらには危機の時代ならでは不安定、そして不安も透けて見える。戦争や兵士の存在もまた幾つかのテクストの中で主題化されている。
「眼前には柔らかな、かけがえのない、心地よいわたしの故郷が、何にもまして愛するわたしの美しい妻が、わたしの可愛い子どもたちがあった。眼前にはしかしまた、わたしが投げ出したサーベル、わたしが逃げ出してきた戦闘もあった。」
書物の刊行数で見れば、ビール時代の成果は豊かである。比較的長い作品は『散歩』(1917年)のみであるが、代わりに散文小品を集めた作品集が多く生まれている。その大部分はすでに20を越える新聞や雑誌（『新メルキュール誌（Der Neue Merkur）』、『ブント紙（Der Bund）』、『新チューリヒ新聞（Neue Züricher Zeitung）』等）で散発的に発表されたものであったが、唯一、『散文小品集』は未発表の素材を集めた書物となっている。『散歩』（1917年）は最初、フラウエンフェルトのフーバー社より「スイス物語作者シリーズ（Schweizer Erzähler）」の９冊目の書物として刊行され、それから大きく手を入れられて、1919年作品集『湖水地方(Seeland)』に再掲載された。この推敲のやり方は「ビール時代のヴァルザーによく見られるやり方であって、その後、誕生することになる鉛筆書きによる執筆方法を予告するものであった。」
ビール時代に生まれた作品集『作文集』（1913年）、『物語集』（1914年）、『小詩文集』（1915年、奥付は1914年）はライプチヒのクルト・ヴォルフ社から、『散文小品集』（1917年）はチューリヒのラッシャー社から、『小散文集』（1917年）、『詩人の生』（1917年、奥付は1918年）、『湖水地方』（1920年、奥付は1919年）はベルンのアレクサンダー・フランケ社から刊行された。ベルリンのブルーノ・カッシーラー社から刊行された『喜劇（Komödie）』と『詩集（Gedichte）』（ともに1919年）は成立時期を遡り、初期の作品を所収している。この作品がヴァルザーにとって、ふたたび叙情詩に向かうきっかけとなったというのはあくまでも推測である。ヴァルザーが1919年に雑誌『プロ・ヘルヴェティア（Pro Helvetia）』に発表すべく一篇の詩を送っていることは資料によって確認されている（1919年3月19日付の手紙）。ビール時代の終わりは第二の叙情詩執筆時期の始まりとなっている。

### 1921-1933年　ベルン時代
1921年からはヴァルザーはベルンで暮らした。ベルン時代はヴァルザーの作家生活の中でもっとも多産な時期である。とりわけ1924から26年にかけて、ヴァルザーはほぼ毎日執筆し、『プラハ新聞(Prager Presse)』、『ベルリン日刊新聞（Berliner Tagblatt）』、『フランクフルト新聞（Frankfurter Zeitung）』等の重要な新聞においてはもっとも顔を出すことの多い文芸欄執筆者の一人だった。「1920年代後半、ローベルト・ヴァルザーほどドイツ語文芸欄、文学雑誌に執筆したスイス人作家はいない」とヴァルザー研究者のケルスティン・グレーフィン・フォン・シュヴェリーン（Kerstin Gräfin von Schwerin）は書いている。ベルン時代の散文に特徴的なのは「日常的なものを取り上げた報告、また、印象の断片や記憶の小片からなる小さな万華鏡、時には羅列されるばかりの、時には経験的場面にはめこまれて語られる反省と自己省察」といったような書き方である。ヴァルザーは自分を取り巻く世界からインスピレーションを得て、すべてを自らの内に吸い込み、自分の散文小品の出発点とした。
また、この時期の書き方には、「何を」から「どのように」への言葉と思考の身ぶりの変化が認められる。書くことと作家稼業の苦しさについてより頻繁に書くようになる一方、その文体はより過激で密度の高いものなっている。遅くとも1924年には「ミクログラム」（鉛筆書きの判読困難な微小文字）による執筆が行われており、数々の詩、散文小品、場面劇、また一編の長編小説（『盗賊』）はこれを用いて書かれている。ヴァルザー自身の発言によれば、1917年には鉛筆書きによる草稿、ペン書きによる清書の二段階からなる執筆方法が始められていたことになるが、ペン書きで清書され、編集者に送られ、印刷に回されたのはその一部のみだった。これらのテクストにおいてヴァルザーは、言語遊戯的、主観的な文体をさらに高度に抽象的な文体に凝縮している。この時期に書かれたテクストは多くは多数の次元で機能するものとなっている。すなわち、素朴な軽やかな文芸読み物と読むこともできれば、高度に複雑な、暗示に富んだモンタージュと読むこともできるものとなっているのである。そうしたテクストにおいてヴァルザーは高尚文学、通俗文学両方から要素を取り入れており、例えば駅の売店で売られている三文小説の筋を借用しながらも、名指されることのないような場合、原作はもはや再認できなくなっている。ヴァルザーの作品の大きな部分はこのきわめて多産なベルン時代に生まれているが、出版元を見つけることができた書物は、薄い書物一冊だった（『薔薇（Die Rose）』1925年）。これがヴァルザーが作家として積極的に関わり、作り上げた最後の書物となる。 ミクログラムで書かれた鉛筆書き草稿に含まれていた未発表作品は1985-2000年の間にベルンハルト・エヒテ（Bernhard Echte）とヴェルナー・モアランク（Werner Morlang）によって解読され、『鉛筆書きの領域から（Aus dem Bleistiftgebiet）』と題された６巻本として刊行された。その中の『長編小説—盗賊（Räuber-Roman）』と『フェリクス場面集（Felix-Szenen）』は1972年にヨッヘン・グレーフェン（Jochen Greven）とマルティン・ユルゲンス（Martin Jürgens）によって解読、刊行されている。
1929年以降、ヴァルザーはベルン近郊のヴァルダウの精神療養施設で1933年まで執筆活動を続けた。ヘリザウの精神療養施設へ移った後に執筆することはなかった。

## 受容
おそらく初期に雑誌『インゼル（Die Insel）』に関わったことを除けば、文学関係の学派、グループあるいは流派に属したことのなかったヴァルザーは、第一次世界大戦前、また1920年代になっても名の知られた、著作の多い作家であった、とはいえ、最後にはほぼ文芸娯楽欄のみに寄稿する書き手となっていた。しかし1930年代になると、ヴァルザーはドイツにおいて急速に忘れられ、スイスで出版されほぼ当地でのみ注目されたカール・ゼーリヒ編集の著作集も、この点は変えることはなかった。
クリスティアン・モルゲンシュテルン（Christian Morgenstern）、ローベルト・ムージル（Robert Musil）、クルト・トゥホルスキー（Kurt Tucholsky）、フランツ・カフカ（Franz Kafka）、ヴァルター・ベンヤミン（Walter Benjamin）、ヘルマン・ヘッセ（Hermann Hesse）らから高く評価されたにもかかわらず、ローベルト・ヴァルザーが広く再発見されるようになったのは、1970年代になってからのことだった。それ以降は、ほぼすべての著作が広範な作品集と後期草稿原稿の出版によって読みうるようになった。マルティン・ヴァルザー（Martin Walser）、ペーター・ビクセル（Peter Bichsel）、ローア・ヴォルフ（Ror Wolf）、ペーター・ハントケ（Peter Handke）、エルフリーデ・イェリネク（Elfriede Jelinek）、W・G・ゼーバルト（W.G. Sebald）あるいはまたマックス・ゴルト（Max Goldt）などかくも多岐にわたる現代作家へのローベルト・ヴァルザーの影響には目をみはるものがある。
2003年にはスイスの版画家ケティ・ベント（Käthi Bhend）がヴァルザーの散文作品「ランプ、紙、手袋（Lampe, Papier und Handschuh）」（『散歩』ズーアカンプ社刊、所収）の一節を素材に絵本『何一つ気づかない男（Einer, der nichts merkte）』を出版した。
1967年、ヴァルザーの妹であるファニー・ヘギ-ヴァルザー（Fanny Hegi-Walser）は彼女の元に残されていた遺稿を、1966年にエリオ・フレーリヒ博士（Dr. Elio Fröhlich）によって設立されたカール・ゼーリヒ財団（Carl Seelig-Stiftung）に、すべての資料はこれから設立される予定のローベルト・ヴァルザー資料館（Robert Walser-Archiv）に保管、保存され、参照可能とされるべきとの条件で譲渡した。資料館は財団の支援で1973年に設立された。1996年にはカール・ゼーリヒ財団の後援も受け「ローベルト・ヴァルザー協会（Robert Walser-Gesellschaft）」が発足し、2004年には財団自身もチューリヒ、ローベルト・ヴァルザー財団（Robert Walser-Stiftung Zürich）と改名された（2009年以降は、ベルン、ローベルト・ヴァルザー財団[Robert Walser-Stiftung Bern]）。財政的困難の理由で2009年にはベルンへの移転とローベルト・ヴァルザー・センター（Robert Walser-Zentrum）の開館が行われた。 この組織の目標は以下のようなものである−ローベルト・ヴァルザーと彼の友人にして後見者であったカール・ゼーリヒの作品を保管し、目録を作成し、研究調査し、より広範な読者にアクセス可能なものとし、知らしめることである。ローベルト・ヴァルザー・センターは、ローベルト・ヴァルザー関係資料に加え、（虚構作品以外も含めた）ヴァルザーの全テクストを収集した図書館を備えている。さらに定期的にテーマを変更し、ヴァルザーに関わる展示を行っている。
ヴァルザーの故郷の街ビールでは、1978年にビール/ビエンヌ・ローベルト・ヴァルザー財団（Stiftung Robert Walser Biel/Bienne）が設立され、ローベルト・ヴァルザー賞（Robert Walser-Preis）が授与されている。
スイス連邦鉄道（SBB）の路線では車体傾斜式車両「ローベルト・ヴァルザー号」が走行している。

## 日本語訳
- 「拍手喝采/散歩」（丸山匠訳、『現代ドイツ幻想小説』所収、白水社、1970年）
- 『ヤーコプ・フォン・グンテン』（藤川芳朗訳、『世界文学全集74 カフカヴァルザー』所収、集英社、1979年）
- 「白雪姫」（新本史斉訳、『現代スイス文学三人集』所収、行路社、1998年）
- 『ヴァルザーの小さな世界』（飯吉光夫編訳、筑摩叢書、1989年）
  - 『ヴァルザーの詩と小品』（飯吉光夫編訳、みすず書房、大人の本棚、2003年）
- 『ローベルト・ヴァルザー作品集』全5巻、鳥影社・ロゴス企画
  - 『ローベルト・ヴァルザー作品集 1  タンナー兄弟姉妹』（新本史斉、フランツ・ヒンターエーダー＝エムデ訳、2010年）
  - 『ローベルト・ヴァルザー作品集 2　助手』（若林恵訳、2011年）
  - 『ローベルト・ヴァルザー作品集 3　ヤーコプ・フォン・グンテン』（若林恵訳、2013年）
  - 『ローベルト・ヴァルザー作品集 4  散文作品集Ⅰ』（新本史斉、フランツ・ヒンターエーダー＝エムデ訳、2012年）
  - 『ローベルト・ヴァルザー作品集 5　盗賊、散文作品集Ⅱ』（新本史斉、若林恵、フランツ・ヒンターエーダー＝エムデ訳、2015年）
- 『日々はひとつの響き：ヴァルザー＝クレー詩画集』（柿沼万里江編、若林恵、松鵜功記訳、平凡社、2018年）

## 作家論・作品論など
- 『バートルビーと仲間たち』 エンリケ・ビラ＝マタス（木村榮一訳、新潮社、2008年）
- 「孤独な散歩者−ローベルト・ヴァルザーを心に刻むために」-『雛の宿』（W・G・ゼーバルト、鈴木仁子訳、白水社、2014年）所収
- 「散歩同盟会長への手紙」 - 小川洋子『不時着する流星たち』（角川書店、2017年）所収
- 『ローベルト・ヴァルザーとの散策』カール・ゼーリヒ（ルカス・グローア／レト・ゾルク／ペーター・ウッツ編、新本史斉訳、白水社、2021年）

## 映画
- 『ベンヤメンタ学院』ブラザース・クエイ、1995年（DVD、2009年）

## 音楽
- Heinz Holliger:  Beiseit. Zwölf Lieder nach Gedichten von Robert Walser. / Alb Chehr. Gesichter- und Älpermusic for d Oberwalliser Spilit. ECM Records. 1995年